# Флаг Дарфура

Флаг Дарфура

Флаг Дарфура — триколор, состоящий из пан-африканских цветов, с изображением полумесяца. Официальный флаг Дарфура, непризнанного государства на западе Судана, расположенного между Суданом и Чадом.

## Значение
- зелёный — цвет богатства Африки (цвет ислама)
- красный — цвет крови, пролитой за Свободу
- чёрный — цвет Африки

Белый полумесяц на флаге — символ того, что большее количество жителей исповедуют ислам.